# Kunqu
Le kunqu (崑曲, pinyin : Kūnqǔ, Wade-Giles : k'un-ch'ü, EFEO k'ouen k'iu), ou opéra de Kunshan, parfois également appelé kunju (崑劇, pinyin : kūnjù) ou kunshanqiang, est la plus vieille forme d'opéra chinois qui soit encore jouée.
Le kunqu a été proclamé en 2001 puis inscrit en 2008 par l'UNESCO sur la liste représentative du patrimoine culturel immatériel de l'humanité.

## Caractéristiques dukunqu
Les kunqu sont longs, comprenant le plus souvent de quarante à cinquante actes. Le répertoire puise dans l'histoire ou la mythologie, mais les pièces relatent surtout des histoires d'amour, généralement contrarié. Le kunqu est essentiellement un théâtre d'auteurs, et est donc intimement lié à la littérature.

## Histoire
Vieille de plus de 500 ans, elle a beaucoup influencé le développement d'autres formes d'opéra, entre autres l'opéra de Pékin[réf. nécessaire]. Pendant deux cents ans, le kunqu a été le théâtre classique par excellence. L'Âge d'or de la dramaturgie chinoise, durant la dynastie Ming, a donné naissance surtout à des œuvres écrites pour le kunqu.

### Origine: lechuanqi
À côté du genre théâtral dominant sous les Yuan, le zaju, théâtre du Nord, existait une autre forme, le nanxi, ou théâtre du Sud, principalement joué sous la dynastie des Song du Sud. Le chuanqi des Ming, autre forme de théâtre du Sud, est un héritier du nanxi. Plusieurs caractéristiques venues du nanxi différencient le chuanqi du zaju. Un chuanqi pouvait s'étendre sur plusieurs dizaines d'actes, et les représentations durer plusieurs semaines. La musique, celle du Sud, était plus langoureuse que la musique du Nord, plus rude. C'est l'une des raisons pour lesquelles le répertoire des chuanqi privilégie les histoires d'amour, convenant bien à ce genre de musique. En outre tous les rôles étaient susceptibles de chanter.

### Naissance dukunqu
Diverses adaptations musicales du chuanqi ont donné naissance à des variantes régionales. De ces opéras régionaux, le plus connu est le kunqu. Vers 1540, Wei Liangfu (it), musicien de Kunshan, crée un nouveau style musical, le shuimodiao (chinois 水磨调, littéralement « chant moulu à l'eau »), en mêlant à la musique du Sud des mélodies et des instruments venus du Nord. Le kunqu désigne les pièces écrites sur ce nouveau style et est le genre le plus raffiné du théâtre-opéra chinois. En lavant la gaze (Huansha ji (zh)) de Liang Chenyu (it) (1520-1593), œuvre dont la poésie a grandement contribué au prestige du genre, est la première pièce écrite dans ce style. Les pièces sont jouées par des troupes privées, au service de riches lettrés, ou par des troupes de professionnels se déplaçant de ville en ville.

### Lekunqudes Ming et des Qing
Le kunqu connaît son âge d'or sous la dynastie des Ming, aux xvie et xviie siècles. Les premiers grands dramaturges sont Tang Xianzu (1550-1616) et Shen Jing (zh) (1553-1610). Ce sont ensuite Li Yu (ou Li Liweng, 1611-1680) et Li Yu (vers 1591-vers 1671). Sous les Qing, deux grands auteurs se distinguent encore, Kong Shangren (1648-1718) et Hong Sheng (1645-1704). Mais le genre, devenu excessivement raffiné, perd de sa popularité, au profit de l'opéra de Pékin.

## Lekunquà l'époque contemporaine
Le kunqu connaît une renaissance au xxe siècle avec l'ouverture d'un centre de formation d'acteurs, le Kunju chuanxisuo, en 1921. De nos jours, il existe cinq troupes, à Pékin, Nankin, Shanghai, Hangzhou et Chenzhou, jouant le répertoire traditionnel, mais aussi des créations contemporaines.